# زملول خماسي الأبواغ
زملول خماسي الأبواغ (الاسم العلمي: Exobasidium pentasporium) هو نوع من الفطريات يتبع جنس الزملول من فصيلة الزملولية.